# Linthipe
Der Linthipe ist ein Fluss in Malawi, südliches Afrika.

## Verlauf
Der Fluss hat sein Quellgebiet an der Ostseite der Dzalanyama-Bergkette, nahe der Grenze zu Mosambik. Er fließt den größten Teil seines Weges in nordöstliche Richtung. Kurz vor der Mündung in den Malawisee vereinigt er sich bei Salima mit seinem wichtigsten Nebenfluss, dem von links kommenden Lilongwe. Dort ändert er seinen Kurs und fließt das letzte Stück nach Südosten.

## Hydrometrie
Die Durchflussmenge des Linthipe wurde an der hydrologischen Station Malapa bei etwa einem Drittel des Einzugsgebietes, über die Jahre 1975 bis 1984 gemittelt, gemessen (in m³/s).
- Diagrammdaten:
- Definition |
- Rohdaten |
- Hilfe

## Namensgebung
Der Name des Flusses nach der Vereinigung bei Salima bis zur 15 km weiter liegenden Mündung in den Malawisee ist nicht eindeutig. Je nach Quelle werden der Lilongwe oder der Linthipe als Hauptfluss genannt; beziehungsweise das Flusssystem als Lilongwe / Linthipe bezeichnet. Die meisten Quellen allerdings nennen den Linthipe als Hauptfluss.